# Riccardo Saponara
Riccardo Saponara (Forlì, 21 de dezembro de 1991) é um futebolista italiano. Atualmente joga no Hellas Verona.

## Carreira

### Milan
Foi transferido para o Milan na temporada 2014/15, cujo valor da transferência não foi revelado. Para suprir a ausência de Antonio Nocerino no meio de campo do Milan.